# Mura
 Ovo je glavno značenje pojma Mura. Za indijansko pleme iz brazilske savezne države Amazonas pogledajte Múra.
Rijeka Mura (njemački Mur, prekomurski Müra, Möra, mađ.: Mura) najsjevernija je hrvatska rijeka, ujedno i sjeverna prirodna granica Međimurja prema Sloveniji i Mađarskoj. Izvire u Austriji (Visoke Ture), a do Hrvatske dolazi tokom kroz Austriju, Sloveniju i Mađarsku (pogranična rijeka). Najveći je pritok rijeke Drave i to lijevi. Prije ušća u Dravu, u nju se ulijeva međimurska rijeka Trnava. U Dravu se ulijeva između Donje Dubrave u Međimurju i Legrada u Podravini, na lokaciji Veliki Pažut koja je zaštićena kao posebni zoološki rezervat. Naziv ''Mura'' potječe od njemačke riječi "(die) Mure", na hrvatskom ''bujica''.

## Značajke
Krajolik rijeke Mure u Međimurju zaštićen je kao značajan, uredbom Međimurske županije od 18. travnja 2001. godine. Taj se datum obilježava i kao "Međimurski dan rijeke Mure" u organizaciji udruge ZEO Nobilis. U nacionalnoj percepciji, rijeka Mura se ne doživljava kao veća i značajna, ali redovne godišnje poplave o kojima se izvještava na nacionalnoj televiziji ipak dokazuju da je riječ o velikoj rijeci (prosječne širine 150-250 metara) velike vodnosti i utjecaja na okolni prostor.
Mura je jedna od posljednjih značajno očuvanih nizinskih rijeka i to posebno u svojem donjem toku, jer je u Austriji ipak pregrađena brojnim hidroelektranama. Slovenci i Hrvati sve više uviđaju vrijednost te rijeke, u smislu prirode i eko-turizma, pa se na njoj polako obnavljaju u stari mlinovi, a skele, odnosno brodovi na Muri gotovo da voze neprestano već više od stoljeća.
Tijekom 2006. godine osnovana je Javna ustanova za upravljanje zaštićenim krajolikom rijeke Mure, koja se bavi prirodnim vrijednostima Mure, te proširuje značaj te rijeke u javnosti i izvan Međimurja. O Muri je objavljeno tek nekoliko brošura, te samo jedna knjiga: "Rijeka Mura u 77 fotografija". Autor knjige je publicist Siniša Golub, a knjiga je dvojezična (hrvatski i engleski).
Dana 23. kolovoza 2005. godine zabilježen je najveći vodostaj rijeke Mure u proteklih 120 godina (koliko se vrše sustavna mjerenja). Taj je vodostaj iznosio 506 cm, dok je dotad najveći izmjereni iznosio 480 cm iz 1989. godine. Ta se pojava zove "stogodišnja voda" jer u pravilu nailazi jednom u sto godina. Sljedeće će desetljeće pokazati da li se tu radilo o "stogodišnjoj vodi" ili su posljedice klimatskih promjena vidljive već u ovom dijelu svijeta. Inače, Mura ima pluvijalno-glacijalni (kišno-ledenjački) režim, pa njezin vodostaj ovisi o dva faktora: o topljenju ledenjaka u Austriji te o količini kišnih oborina diljem porječja u 4 zemlje kroz koje prolazi.
Mura je najveća pritoka Drave, a te dvije rijeke tvore izrazito zanimljiv prirodni koridor u središtu Europe. No, isto su tako okosnica dviju regija velike kulturne baštine: Međimurja i Podravine.

## Galerija
- Murursprung - izvor Mure
- Mura kod St. Ruprechta na Muri, Murau
- Mura kod Leibnitza
- Plutajući mlin na Muri kod Mureka , Štajerska
- Most preko Mure u Sloveniji, na autocesti A5
- Mura u Sloveniji
- Plutajući mlin na Muri kod Veržeja, Slovenija
- Plutajući mlin-replika na Muri kod Svetog Martina na Muri, Hrvatska
- Most na Muri kod Murskog Središća
- Mura na mjestu gdje se nekad uzdizala utvrda Novi Zrin, nedaleko od ušća u Dravu

## Vanjske poveznice

### Ostali projekti
|  | Zajednički poslužitelj ima još gradiva o temi Mura |